# Jauge IOR
Pour les articles homonymes, voir IOR.
La jauge IOR, ou International Offshore Rule, est une ancienne jauge de course pratiquée internationalement pour la course au large à la voile. Elle servait à établir un coefficient ou rating visant à faire courir ensemble et de manière équitable des voiliers de tailles et de conceptions différentes.
Elle résultait de la fusion de la jauge du RORC d'origine britannique créée par le Royal Ocean Racing Club avec la jauge du CCA du Cruising Club of America. Gérée par l'Offshore Racing Council (ORC), utilisée entre le début des années 1970 et le début des années 1990.
 
La jauge IOR a été remplacée par des jauges de l'ORC issues du Velocity prediction program, et une jauge concurrente, la jauge IRC issue du Channel Handicap System. Les jauges IRC, ORC International et ORC Club qui ont suivi la jauge IOR sont des jauges reconnues par l'ISAF.

## Historique
Après une première tentative de rapprochement des jauges de course au large du Cruising Club of America et du Royal Ocean Racing Club en 1931, une réunion au club-house du RORC en novembre 1968, en présence des représentants du RORC et des architectes américains Olin Stephens et Dick Carter, concrétise la fusion des jauges. À cette époque ces architectes dessinaient des voiliers qui couraient sous les deux jauges, la jauge du CCA et la jauge du RORC. L'influence de la compétition à rating fixe de 22 pieds du RORC conçue  par le Cercle de la voile de Paris, la très réputée One Ton Cup attirant des concurrents de toutes les nations, a son importance. Cette nouvelle jauge, nommée International Offshore Rule (jauge IOR) est confiée à un nouvel organisme, l'Offshore Racing Council (ORC) créé en 1970, qui est renommé Offshore Racing Congress en 2005.
Les imperfections de la jauge IOR conduisent l'ORC à présenter en 1983 un nouveau programme d'études pour une jauge, l'IMS (International Measurement System) sur la base du Velocity prediction program. Parallèlement le RORC et l'UNCL lancent le Channel Handicap System (CHS), qui évolue en IRC en 2000) dans la course Cowes-Dinard de 1983, une grande classique du Royal Ocean Racing Club. La jauge CHS y est appliquée pour la première fois à trente voiliers de la catégorie croisière, à côté de 150 voiliers jaugés IOR. Le développement des courses en monotypes ou à rating fixe et le CHS font que la jauge IOR n'est pratiquement plus utilisée pour les régates du RORC après 1993.

## Formule de la jauge IOR
La formule de jauge peut s'écrire en deux étapes, la première donnant le rating mesuré {\displaystyle MR} :

### Rating mesuré
{\displaystyle MR={\frac {0,13\cdot L\cdot {\sqrt {S}}}{\sqrt {B\cdot D}}}+{0,25\cdot L+0,2\cdot {\sqrt {S}}}}.
Le rating mesuré est proche de la formule de la jauge du RORC de 1931. Le rating final {\displaystyle R} est obtenu en multipliant le rating mesuré par des coefficients, en particulier celui qui concerne la stabilité, comme dans la jauge du CCA :

### Rating final
{\displaystyle R=MR\cdot CGF\cdot EPF\cdot CBF\cdot etc.}

### Paramètres
- {\displaystyle CGF} est le coefficient de stabilité. Le CGF comprend la stabilité de forme et la stabilité de poids, comme dans la jauge du CCA.
- {\displaystyle EPF} est le coefficient de trainée due à l'hélice. Il tient compte du poids du moteur et de sa position dans la coque. Le EPF varie de 0,96 à 1 pour un bateau sans moteur. L'implantation d'un moteur au pied du mât finit par s'imposer pour bénéficier d'un coefficient le plus proche possible de 0,96.
- {\displaystyle CBF} est le facteur de présence de dérive. Il est supérieur à 1 quand le voilier est muni d'une dérive, ce qui décourage les architectes d'en utiliser.
- Les autres coefficients correcteurs (les {\displaystyle etc}) sont des coefficients divers dissuadant les architectes d'avoir recours à certaines solutions. Ils sont égaux à 1 par défaut.

Les valeurs de {\displaystyle L}, la longueur pour la jauge, de {\displaystyle B} et {\displaystyle D} pour une évaluation du déplacement sont mesurées un peu comme dans la jauge du RORC. Toutefois la mesure de {\displaystyle L} est affinée pour pénaliser les formes arrières trop planantes, les étraves à élancement et les étraves à la guibre trop avantageuse pour la mesure de L. 
La voilure {\displaystyle S} est mesurée de telle sorte qu'elle prend en compte la surface réelle du foc et une partie seulement de l'aire de la grand-voile. Ceci fait évoluer le gréement avec foc en tête de mât typique de la jauge du RORC vers un gréement 7/8e au génois plus petit et à la grand-voile plus importante.

## Évolution des voiliers à la jauge IOR
Comme pour toutes les jauges dont la formule est connue, les architectes essaient d'en exploiter les lacunes. La jauge IOR est principalement basée sur la vieille jauge du RORC et l'évolution des matériaux utilisés, l'aluminium, le sandwich mousse et polyester, obligent à revoir annuellement la formule de jauge ou la position des points de mesure. Le calcul de la stabilité, formule complexe, engendre des formes de coques de type losange, à l'étrave presque verticale, aux fonds avant plats, aux voûtes arrières torturées afin de bénéficier au maximum des mesures de chaînes avant et arrière procurant une longueur pour la jauge minimum.
La façon de sous-estimer la surface de la grand-voile conduit aussi à quelques excès architecturaux célèbres.